# Andrew Nabbout
Andrew Nabbout (Melbourne, 17 de desembre de 1992) és un futbolista australià que  juga com a davanter al Melbourne City F. C. de la A-League.

## Selecció d'Austràlia
Va debutar amb la selecció d'Austràlia el 2018. Va disputar 9 partits amb la selecció d'Austràlia.

## Estadístiques
| Selecció d'Austràlia | Selecció d'Austràlia | Selecció d'Austràlia |
| Anys                 | Partits              | Gols                 |
| -------------------- | -------------------- | -------------------- |
| 2018                 | 8                    | 2                    |
| 2019                 | 1                    | 0                    |
| Total                | 9                    | 2                    |